# Министерство по делам развития и укрепления общин
Министерство по делам развития и укрепления общин Израиля (ивр. המשרד לחיזוק וקידום קהילתי‎) — упразднённое в 2023 году правительственное министерство Израиля, которое было ответственно за общинное развитие в государстве Израиль.
Министерство отвечало, в частности, за Управление по борьбе с насилием и наркотиками, Национальную сеть по защите детей, проект «Город без насилия» и различные проекты по укреплению арабского сектора.
Министерство было создано в мае 2020 года во время переговоров по формированию нового правительства после выборов в Кнессет.

## Министр
| # | министр            | Партия | правительства | Срок начала      | Срок окончания |
| - | ------------------ | ------ | ------------- | ---------------- | -------------- |
| 1 | Орли Леви-Абекасис | Гешер  | 35            | 14 мая 2020 года |                |

## Структура
- Штаб защиты детей
- Управление по борьбе с наркотиками Израиля
- Управление по борьбе с насилием против детей в интернете